# Кисловский, Лев Дмитриевич
Лев Дмитриевич Кисловский (1821—1882) — полковник Генерального штаба, участник Венгерской кампании 1849 года.

## Биография
Происходил из томской ветви дворянского рода Кисловских. Сын генерал-майора Дмитрия Андреевича Кисловского и жены его Евстолии Львовны Зюзиной; родился 14 ноября 1821 года в отцовском имении Воронежские Верхи в Рязанской губернии.
Образование получил в Пажеском корпусе, из которого выпущен 22 июля 1840 года в корнеты лейб-гвардии Гродненского гусарского полка. 6 декабря 1842 года произведён в поручики; вслед за тем поступил в Императорскую Военную академию, которую окончил в 1844 году с малой серебряной медалью.
В 1846—1851 годах состоял в Генеральном штабе, в качестве офицера для особых поручений при 2-й уланской дивизии в чине капитана принимал участие в Венгерском походе 1849 года. За отличие в деле при Сас-Регене был произведён в подполковники и 1 сентября 1849 года награждён орденом св. Георгия 4-й степени (№ 8150 по кавалерскому списку Григоровича-Степанова).
В воздаяние отличных подвигов храбрости и мужества, оказанных в нынешнюю войну с мятежными Венграми, особенно 2/14 Августа сего года, когда производя рекогносцировку неприятельской позиции с двумя сотнями казаков, был атакован тремя эскадронами Венгерских Гусаров и, несмотря на картечный огонь неприятельских орудий, опрокинул мятежников и отбил у них одно орудие.
Был женат (с 24 октября 1849 года) на Анне Владимировне Алексеевой; их дети: Дмитрий, Лев, Андрей и Надежда. По домашним обстоятельствам был уволен от службы полковником (01.01.1851). В отставке был почётным мировым судьёй Серпуховского уезда Московской губернии (с 18 апреля 1866 года).
Скончался в Москве 26 декабря 1881 года, похоронен на кладбище Новодевичьего монастыря.